# Fornyrðislag
 (mai 2023).
Si vous disposez d'ouvrages ou d'articles de référence ou si vous connaissez des sites web de qualité traitant du thème abordé ici, merci de compléter l'article en donnant les références utiles à sa vérifiabilité et en les liant à la section « Notes et références ».
Le fornyrðislag est une forme de vers allitératif employée en vieux norrois.
Son nom signifie à peu près « la façon des anciens mots ». C'est cette forme de versification qui est employée dans les Eddas.
Les poètes qui écrivaient en vieux norrois rassemblaient leurs vers en strophes de deux à huit lignes, parfois plus, et évitaient l'enjambement, considérant chaque ligne comme une unité syntaxique.
Le vieux norrois étant une langue accentuée, l'allitération porte sur la première syllabe accentuée de la deuxième moitié du vers. Les autres syllabes accentuées (au moins une, souvent deux) doivent se trouver dans la première moitié du vers. L'allitération porte généralement sur une consonne ; dans le cas où elle porte sur une voyelle, toutes les autres voyelles sont considérées comme assonantes.
Cet exemple est extrait de l'Edda poétique. Les sonorités allitératives sont indiquées en gras :
Ár var alda, þar er Ýmir bygði, 

vara sandr né sær, né svalar unnir, 

jörð fannsk æva, né upphiminn, 

gap var ginnunga, en gras hvergi.
L'écrivain J. R. R. Tolkien a employé le fornyrðislag dans sa réécriture des légendes de la Völsunga saga publiée en 2009 sous le titre La Légende de Sigurd et Gudrún.